# Métamérie
Ne doit pas être confondu avec métamérisme.

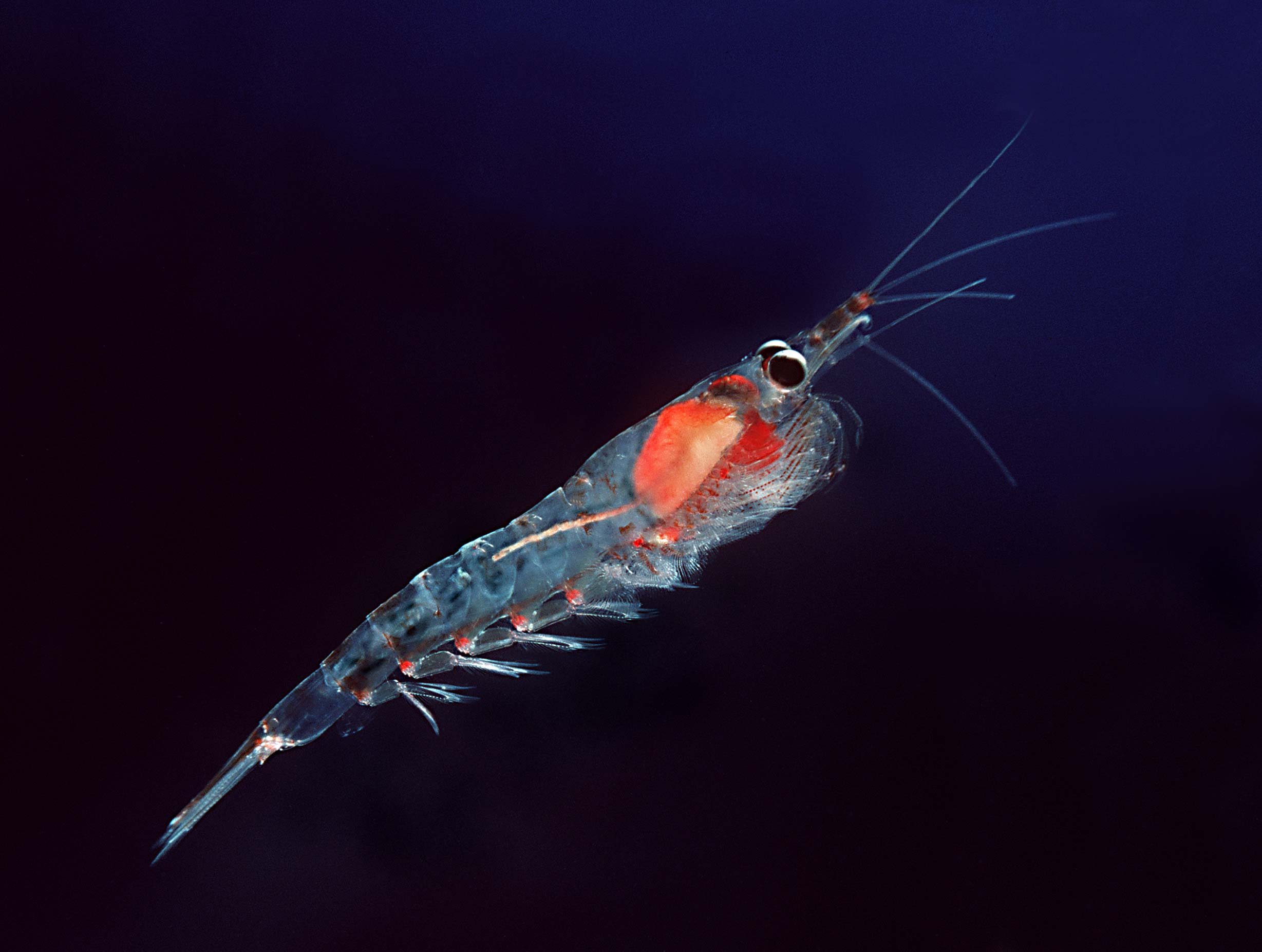
Un crustacé, Meganyctiphanes norvegica, aux métamères bien visibles.

Diagramme anatomique de l'annélide errante Nephtys illustrant la métamérie homonome. Chaque segment, cloisonné par une paroi appelée dissépiment, montre que l'essentiel des organes sont concernés par cette métamérisation, excepté le tube digestif et le système circulatoire sanguin.

La métamérie (parfois appelée segmentation) est un mode d'organisation du corps présentant une succession de segments (appelés métamères). C'est la répétition tout le long du corps, de l'avant à l'arrière, d'une structure fondamentalement identique à elle-même, fonctionnelle et structurelle organisée autour d'une paire de cavités cœlomiques. Le prostomium, le segment antérieur, et le pygidium, le segment postérieur, ne sont pas métamérisés.
Le processus évolutif qui conduit à la formation de métamères s'appelle la métamérisation.
La métamérie est caractéristique notamment chez :
- les annélides ;
- les arthropodes où chaque métamère porte une paire d'appendices ;
- les chordés dont les vertébrés chez qui la métamérie s'exprime au niveau des neuromères et des somites[1].

## Métamérie et évolution
D'un point de vue évolutif, l'apparition de la métamérie est à corréler avec celle du cœlome. Au cours de développement, elle commence dans le mésoderme, puis s'étend parfois à l'ectoderme et à l'endoderme. Elle permet la duplication de systèmes redondants (les relations de chaque métamère avec ses voisins leur permet de se différencier et de se spécialiser au cours de leur développement ; cette duplication rend les lésions d'un segment non fatales chez les annélides) et l'amélioration de la locomotion (chaque segment pouvant se mouvoir de manière partiellement indépendante).
La métamérie rend le corps modulaire, ce qui permet de spécialiser certains segments à partir d'une architecture de base commune. Dans Les Merveilles de la vie, le biologiste Ernst Haeckel différencie en 1904 la métamérie homonome (chaque segment du corps de la région moyenne est extérieurement semblable et capable de régulation autonome comme chez les Annélides errants et Clitellates) et hétéronome (les métamères sont fortement différenciés les unes des autres, comme c'est le cas chez des Arthropodes tels que les insectes ou les crustacés qui sont caractérisés par la disparition de la métamérie initiale). Chez beaucoup d'animaux, elle est altérée par le processus de tagmatisation, en lien avec l'adaptation aux milieux de vie très diversifiés : l’adaptation des différents membres d'une guilde écologique à des espaces écologiques, des modes de vie, implique les tagmes qui acquièrent une spécialisation morphologique et fonctionnelle plus ou moins poussée (céphalisation, développement des fonctions masticatrices, sensorielles, de locomotion, de digestion et de reproduction). L'hypothèse actuelle suppose que l'évolution, en agissant différemment sur les parties primitivement identiques et peu spécialisées des animaux segmentés, aurait conduit de la métamérie homonome à la métamérie hétéronome.
Les relations de chaque métamère avec ses voisins se différencient et se spécialisent au cours de son développement : chez les vertébrés, par exemple, les métamères situés antérieurement participeront à la formation des vertèbres cervicales tandis que les métamères plus postérieurs participeront à la formation des vertèbres thoraciques ou lombaires. L'identité de chacun des métamères est contrôlée par les gènes Hox.